# Arturo Moretti Ricardi
Carlos Arturo Moretti Ricardi (Tumbes, 20 de marzo de 1928 - Ibídem, 24 de enero de 2011) fue un contador público y político peruano. Formó parte de la Asamblea Constituyente que realizó la Constitución Política del Perú de 1979.

## Biografía
Arturo Moretti nació el 20 de marzo de 1928 en Tumbes, departamento del Perú. Es considerado el primer contador público en la región Tumbes y fue el fundador del "Colegio Departamental de Contadores Públicos de Piura y Tumbes".
Fue presidente de la Cámara de Comercio de Tumbes y miembro del plan Binacional Perú Ecuador. Fue también fundador del Instituto de comercio 046, actual CEBA N°046 Carlos Arturo Moretti Ricardi.
Como político incursionó como militante del Partido Demócrata Cristiano y su primera participación política se dio en las elecciones generales del año 1963 en las que fue candidato a diputado por Tumbes por la alianza Acción Popular - Democracia Cristiana. En el año 1978 fue elegido como diputado de la Asamblea Constituyente, en la cual se realizó la creación de la Constitución Política del Perú de 1979 promulgada por Víctor Raúl Haya de la Torre. Moretti buscó nuevamente su elección como diputado por Tumbes en las elecciones generales de 1980 sin éxito por el Partido Popular Cristiano. Participó en las elecciones regionales del 2006 como candidato a la vicepresidencia del Gobierno Regional de Tumbes por la fujimorista Agrupación Independiente Sí Cumple.

## Fallecimiento
Falleció en Tumbes el 25 de enero del 2011.